# Halone
Halone is een geslacht van vlinders van de familie spinneruilen (Erebidae), uit de onderfamilie Arctiinae.

## Soorten
- H. bancrofti Lucas, 1890
- H. consolatrix Rosenstock, 1885
- H. coryphaea Hampson, 1914
- H. diffusifascia Swinhoe, 1896
- H. ebaea Hampson, 1914
- H. epiopsis Turner, 1940
- H. farinosa Draudt, 1914
- H. flavescens Hampson, 1898
- H. flavinigra Hampson, 1907
- H. furcifascia Hampson, 1914
- H. lineata T.P. Lucas, 1890
- H. nephobola Turner, 1944
- H. ophiodes Meyrick, 1886
- H. prosenes Turner, 1940
- H. sejuncta Felder, 1875
- H. servilis Meyrick, 1886
- H. sinuata Wallengren, 1860
- H. sobria Walker, 1854